# Paulo Pina
Paulo Jorge Martins dos Santos Pina (né le 4 janvier 1981 à Setúbal au Portugal) est un footballeur international cap-verdien. Il a joué dans différents clubs portugais, mais aussi koweïtien et chypriote, au poste de défenseur central.

## Carrière

### En club
Paulo Pina commence sa carrière avec l'Amora FC, en quatrième division. Entre-temps, il fait une apparition avec le SC Ferreirense. La saison suivante, il revient du côté de son club formateur, le Vitória Setúbal. Il ne joue pas, et y reste très peu de temps avant de rejoindre l'União Santiago. Il réalise dans le même temps ses premières apparitions avec l'équipe nationale du Cap-Vert.
Par la suite, il joue dans plusieurs clubs lors de la saison 2002-03, tels que l'Atlético Cacém, le Moura AC et le CD Portosantense. La saison suivante, il signe à l'AD Portomosense, et réalise une saison pleine en troisième division. Il continue sa carrière en troisième division, mais cette fois pour la saison 2004-05 c'est avec le SCU Torreense, où il est un élément important, disputant trente trois rencontres de championnat.
Par la suite c'est à l'AD Lousada qu'il rebondit pour effectuer la saison 2005-06. Toujours en troisième division, il joue vingt cinq rencontres de championnat. Par la suite il rejoint le GD Estoril-Praia, et découvre la deuxième division. Pour sa première saison en deuxième division, il joue dix-sept rencontres. Toutefois, lors de sa deuxième saison, il ne joue quasiment pas. C'est alors qu'il file à l'étranger en rebondissant au Koweït, avec le club d'Al-Arabi SC.
Avec Al-Arabi, il réalise une grande saison, en parvenant à remporter à la fois la Coupe du Koweït mais aussi la Supercoupe du Koweït. Toutefois, dès la fin de saison il revient au Portugal, en s'engageant avec le promu de l'AD Carregado avec qui il réalise dix-sept rencontres de championnat en deuxième division. La saison qui suit, il rejoint un autre club de deuxième division, le CD Fátima, avec qui il réalise une demi-saison, soit neuf rencontres de championnat.
À la mi-saison, il quitte le CD Fátima pour Chypre, du côté de l'Olympiakos Nicosie. Avec l'Olympiakos, il réalise une fin de championnat quasi pleine. C'est un des piliers en défense de l'Olympiakos, avec qui il dispute la première division chypriote.

### Carrière internationale
Paulo Pina commence sa carrière internationale à vingt et un ans, avec l'équipe du Cap-Vert. Ses belles performances au Portugal, lui valent en effet d'être appelé avec l'équipe nationale.
Il fait ses débuts en sélection lors de l'année 2002, en jouant deux rencontres. Il n'est ensuite plus jamais sélectionné avec le Cap-Vert. Son total de sélections avec le Cap-Vert est donc bloqué à deux matchs.
Sous les ordres du sélectionneur André Alhinho, il est rappelé pour un match des éliminatoires de la Coupe du monde 2006 entre le Burkina Faso et le Cap-Vert. Cependant il ne rentre pas en jeu. Son compteur reste donc bloqué à deux sélections.

## Statistiques

### En joueur
| Saison                | Club                  | Championnat           | Championnat | Championnat | Coupe nationale | Coupe nationale | Coupe de la Ligue | Coupe de la Ligue | Compétition(s) continentale(s) | Compétition(s) continentale(s) | Compétition(s) continentale(s) | Cap-Vert | Cap-Vert | Total | Total |
| Saison                | Club                  | Division              | M.          | B.          | M.              | B.              | M.                | B.                | Comp.                          | M.                             | B.                             | M.       | B.       | M.    | B.    |
| 2003-2004             | AD Portomosense       | II B                  | 33          | 1           | 1               | 1               | -                 | -                 | -                              | -                              | -                              | -        | -        | 34    | 2     |
| Sous-total            | Sous-total            | Sous-total            | 33          | 1           | 1               | 1               | -                 | -                 | -                              | -                              | -                              | -        | -        | 34    | 2     |
| 2004-2005             | SCU Torreense         | II B                  | 33          | 0           | 1               | 0               | -                 | -                 | -                              | -                              | -                              | -        | -        | 34    | 0     |
| Sous-total            | Sous-total            | Sous-total            | 33          | 0           | 1               | 0               | -                 | -                 | -                              | -                              | -                              | -        | -        | 34    | 0     |
| 2005-2006             | AD Lousada            | II B                  | 25          | 0           | 1               | 0               | -                 | -                 | -                              | -                              | -                              | -        | -        | 26    | 0     |
| Sous-total            | Sous-total            | Sous-total            | 25          | 0           | 1               | 0               | -                 | -                 | -                              | -                              | -                              | -        | -        | 26    | 0     |
| 2006-2007             | GD Estoril-Praia      | Liga de Honra         | 17          | 0           | 2               | 0               | -                 | -                 | -                              | -                              | -                              | -        | -        | 19    | 0     |
| 2007-2008             | GD Estoril-Praia      | Liga de Honra         | 1           | 0           | -               | -               | -                 | -                 | -                              | -                              | -                              | -        | -        | 1     | 0     |
| Sous-total            | Sous-total            | Sous-total            | 18          | 0           | 2               | 0               | -                 | -                 | -                              | -                              | -                              | -        | -        | 20    | 0     |
| 2008-2009             | Al-Arabi SC           | Premier League        | -           | -           | -               | -               | -                 | -                 | -                              | -                              | -                              | -        | -        | 0     | 0     |
| Sous-total            | Sous-total            | Sous-total            | -           | -           | -               | -               | -                 | -                 | -                              | -                              | -                              | -        | -        | 0     | 0     |
| 2009-2010             | AD Carregado          | Liga de Honra         | 17          | 0           | 1               | 0               | -                 | -                 | -                              | -                              | -                              | -        | -        | 18    | 0     |
| Sous-total            | Sous-total            | Sous-total            | 17          | 0           | 1               | 0               | -                 | -                 | -                              | -                              | -                              | -        | -        | 18    | 0     |
| 2010-2011             | CD Fátima             | Liga Orangina         | 9           | 0           | 2               | 0               | 3                 | 0                 | -                              | -                              | -                              | -        | -        | 14    | 0     |
| Sous-total            | Sous-total            | Sous-total            | 9           | 0           | 2               | 0               | 3                 | 0                 | -                              | -                              | -                              | -        | -        | 14    | 0     |
| 2010-2011             | Olympiakos Nicosie    | A Kategoria           | 11          | 0           | -               | -               | -                 | -                 | -                              | -                              | -                              | -        | -        | 11    | 0     |
| 2011-2012             | Olympiakos Nicosie    | A Kategoria           | 24          | 0           | 3               | 0               | -                 | -                 | -                              | -                              | -                              | -        | -        | 27    | 0     |
| 2012-2013             | Olympiakos Nicosie    | A Kategoria           | 27          | 1           | 2               | 0               | -                 | -                 | -                              | -                              | -                              | -        | -        | 29    | 1     |
| Sous-total            | Sous-total            | Sous-total            | 62          | 1           | 5               | 0               | -                 | -                 | -                              | -                              | -                              | -        | -        | 67    | 1     |
| 2013-2014             | Ermís Aradíppou       | A Kategoria           | 30          | 0           | 6               | 0               | -                 | -                 | -                              | -                              | -                              | -        | -        | 36    | 0     |
| 2014-2015             | Ermís Aradíppou       | A Kategoria           | 26          | 3           | 4               | 0               | -                 | -                 | C3                             | 2                              | 0                              | -        | -        | 32    | 3     |
| 2015-2016             | Ermís Aradíppou       | A Kategoria           | 28          | 0           | 2               | 0               | -                 | -                 | -                              | -                              | -                              | -        | -        | 30    | 0     |
| Sous-total            | Sous-total            | Sous-total            | 84          | 3           | 12              | 0               | -                 | -                 | -                              | 2                              | 0                              | -        | -        | 98    | 3     |
| Total sur la carrière | Total sur la carrière | Total sur la carrière | 281         | 5           | 25              | 1               | 3                 | 0                 | -                              | 2                              | 0                              | 2        | 0        | 313   | 6     |

## Palmarès
| União Santiago - Division d'honneur de l'AF Setúbal (1) : - Vainqueur : 2001-02 | Al-Arabi SC - Supercoupe du Koweït (1) : - Vainqueur : 2008 |